# Portibi Julu
Portibi Julu is een bestuurslaag in het regentschap Padang Lawas Utara van de provincie Noord-Sumatra, Indonesië. Portibi Julu telt 1075 inwoners (volkstelling 2010).